# Michael Fortescue
Michael David Fortescue (født 8. august 1946, Thornbury) er en britiskfødt lingvist og professor emeritus med speciale i arktiske og nordamerikanske sprog. 
Fortescue har arbejdet med kalaallisut, tjuktjisk og sprogfamilierne eskaleut og luoravetlisk.

## Biografi
Da Michael Fortescue var teenager, flyttede familien til Californien, hvor han gik på La Jolla High School i 1956-1959. Han tog afsluttende skoleeksamen på Abingdon School i 1963. I 1966 modtog han en BA med "Honours with great Distinction" i slavisk sprog og litteratur fra University of California, Berkeley, hvorefter han underviste i russisk 1968-1970 og afsluttede en MA i slavisk sprog og litteratur. I årene 1971-1975 underviste han i engelsk på Det Internationale Sprogcenter i Osaka og på universitetet i Aix/Marseille. Han tog en ph.d. i lingvistik ved University of Edinburgh 1975-1978 med afhandlingen Procedural generation model for 'Twenty Questions'. Med et dansk stipendium besøgte han Københavns Universitet og udførte feltarbejde i Grønland i 1978-1979. Denne forskning blev derefter støttet af Statens Humanistiske Forskningsråd i perioden 1979-1982. I 1984 blev han lektor i eskimologi ved Københavns Universitet og i 1989 docent. Han blev professor i lingvistik i 1999 og gik på pension i 2011.
I anledning af hans pensionering i 2011 blev der i 2012 udgivet et særnummer i Tidsskriftet Grønland som et festschrift. Efter at være gået på pension flyttede han til England, hvor han blev valgt som medlem af St Hugh's College. En antologi blev udgivet som et festschrift til hans ære i 2017. I 2019 blev han optaget i Academia Europaea.
Han var formand for Lingvistkredsen 2005-2011.

## Udvalgte udgivelser
- Michael Fortescue; Peter Harder; Lars Kristoffersen (1992), "Layered Structure and Reference in a Functional Perspective", Pragmatics and Beyond New Series, John Benjamins Publishing Company, doi:10.1075/pbns.23, ISBN 978-90-272-5035-3, Wikidata Q134570491
- Michael Fortescue; Steven A. Jacobson; Lawrence D. Kaplan (1994), Comparative Eskimo dictionary, Fairbanks: Alaska Native Language Center, ISBN 978-1-55500-051-6, Wikidata Q126597321
- Michael Fortescue (31. december 2005), Comparative Chukotko-Kamchatkan Dictionary, Walter de Gruyter, doi:10.1515/9783110925388, Wikidata Q134570490